# Pali (Hardoi)
Pali es un pueblo y nagar Panchayat situado en el distrito de Hardoi en el estado de Uttar Pradesh (India). Su población es de 18708 habitantes (2011). 

## Demografía
Según el censo de 2011 la población de Pali era de 18708 habitantes, de los cuales 9809 eran hombres y 8899 eran mujeres. Pali tiene una tasa media de alfabetización del 63,79%, inferior a la media estatal del 67,68%: la alfabetización masculina es del 71,86%, y la alfabetización femenina del 54,86%.